# Марина Бей Стрийт Съркит
Марина Бей Стриийт Съркит е автомобилна писта по улиците на Сингапур. На нея се провежда турнирът за Голямата награда на Сингапур, кръг от Формула 1.

## Характеристика
Дължината на трасето е 5,065 километра, а мястото е близо до пристанище, по подобие на градските писти в Монте Карло и Валенсия.
Пистата е известна с това, че е първата, на която състезание от „Формула 1“ се провежда вечер, на осветление.

## Победители
| Година | Пилот           | Конструктор       | Статистика |
| ------ | --------------- | ----------------- | ---------- |
| 2013   | Себастиан Фетел | Ред Бул-Рено      | Статистика |
| 2012   | Себастиан Фетел | Ред Бул-Рено      | Статистика |
| 2011   | Себастиан Фетел | Ред Бул-Рено      | Статистика |
| 2010   | Фернандо Алонсо | Ферари            | Статистика |
| 2009   | Луис Хамилтън   | Макларън-Мерцедес | Статистика |
| 2008   | Фернандо Алонсо | Рено              | Статистика |